# Asociación Mendocina de Balonmano
La A.Me.Bal es una asociación que regula el handball (balonmano) en la Provincia argentina de Mendoza. Actualmente su sede se encuentra en Calle San Juan 816, en la ciudad de Mendoza.
Está asociada a la CAH, y a la CoMeDe (Confederación mendocina de deportes).

## Historia[5]
El balonmano nace en Mendoza de la mano de la Federación Mendocina de Balonmano, creada el 24 de agosto de 1969; esta fue la primera entidad federativa provincial del país.
Fue por aquel entonces que un grupo de jóvenes profesores de educación física, egresados del INEF de San Fernando, que previamente habían participado de los cursillos dictados en esa institución, habían desarrollado una intensa actividad en los colegios de la ciudad de Mendoza, Guaymallén y Maipú.
Fue esta última que los hermanos Alberto y Eduardo Bertón, cumplían funciones en deportes de la municipalidad y, su intendente Hugo Bordín prestó un importante apoyo para el desarrollo de este deporte.
A instancias de los directivos de la FAH (Federación Argentina de Balonmano), Manuel Déz y Nicolás Feller, dan forma orgánica a este deporte, creando la Federación Mendocina.
Ernesto Zamora fue el primer presidente, acompañado por los hermanos Bertón, Raúl Bertolo, Fernández, los hermanos Luminari, Jorge Vargas, Julio Feriozzi, Flamarique y Julio Contreras; casi todos ellos alternaban su condición de dirigente, con la de jugador o entrenador.
En 1970 se organiza el primer gran torneo a nivel nacional, el II Torneo Vendimia, en 1969 este torneo sólo había sido para entidades locales; de este torneo participaron Villa Ballester (Campeón de Buenos Aires), San Rafael Arcángel, el Club Atlético Rivadavia (Perteneciente a la colectividad danesa de Necochea y la Selección Mendocina. El éxito de este certamen sirvió para demostrar la viabilidad de este tipo de torneos y, el cual se sigue disputando con gran éxito en la actualidad, convocando cada año a más de setecientos deportistas de todas las categorías, de nuestro país y países limítrofes.
Es vertiginoso el crecimiento de la Federación Mendocina, en poco tiempo alberga a ocho instituciones de base: San Lorenzo de Russell, Luzuriaga, Universidad Nacional de Cuyo, Club Mendoza de Regatas, Municipalidad de Maipú, Gimnasio Municipal N°1, San Vicente Ferrer y Serú. La nómina de jugadores llega a cuatrocientos y es ésta Federación quién toma a su cargo la organización de los Campeonatos Locales Intercolegiales. Por una disposición interna no se permite la afiliación de escuelas, sólo se permitía que lo hiciesen clubes y centros municipales, está disposición sería derogada años más tarde.
En 1972, la municipalidad de Maipú inaugura el estadio “Juan Domingo Ribosqui”, este cuenta con las medidas reglamentarias para el balonmano y su capacidad es de 3.000.
espectadores. Este mismo estadio sería sub-sede de la Copa Latina, disputada en 1975; durante mucho tiempo este estadio fue considerado uno de los mejores del país.
No pasó mucho tiempo para que debido al buen nivel de juego de este deporte en nuestra provincia, los jugadores Raúl Bertolo, Alejandro Chade y Jorge Vargas, fueran convocados a integrar seleccionados nacionales, por su parte Miguel Interlige fue designado entrenador de la selección argentina juvenil. En el ámbito arbitral se destacaron a nivel nacional e internacional, Juan Barrera, Daniel Miranda y Carlos Astudillo. La lista de jugadores integrantes de las distintas selecciones luego se prolongaría con nombres como Molteno, Biancuzzo, Argumedo, Schmidt, Emiliano La Rosa, Ismael Bastías, Marcos Arce, Natalia Vicco, Nicolás Faraz, Juan Pablo Cuello, Julieta Peletai y Macarena Sanz, entre otros.
El primer hito histórico llega de la mano de San Lorenzo de Russell, cuando en 1977 este equipo se consagra Campeón Argentino representando a Mendoza, rompiendo así la hegemonía y el invicto que hasta ese momento ostentaba Femebal. Luego repite una excelente actuación, al consagrarse Campeón en el Primer torneo Nacional de Clubes Campeones, después de vencer en dos épicas finales a River Plate. 
En 1978, Ricardo Luminari, capitán de Russell, gana el Olimpia de Plata; en 1988 Marcelo Schmidt también es distinguido con este galardón, siendo hasta el día de hoy lo únicos
representantes del interior en logar este premio. 
Un sordo conflicto surgido desde el inicio, entre los clubes de Maipú y los de la ciudad de Mendoza, se resolvió en forma gradual en favor de estos últimos y, de la Asociación que habían creado el 24 de julio de 1971, que inicialmente estaba afiliada a la Federación y terminó arrebatándole la representatividad institucional.
El 8 de mayo de 1980 la FAH desafilia a la entidad maipucina, que también había incurrido en irregularidades administrativas y reconoce a la Asociación Mendocina de Balonmano, quién hasta el día de hoy rige los destinos el este deporte en Mendoza. Inclusive algunos de sus dirigentes como Jorge Sara o Gustavo Cisternas, han ocupado cargos en el Consejo Directivo de la CAH y en el Comité Sudamericano.

CREACIÓN DE LA UAB (Unión Argentina de Balonmano)
La UAB se crea en 1996, pero para entender cómo se llega hasta ella, debemosremontarnos un año atrás. La Asamblea pactada en diciembre de 1994, que se lleva a cabo en
enero de 1995, no pudo elegir autoridades al no haberse oficializado ninguna de las dos listas presentadas, esto conlleva a que la CAH queda acéfala. La normalización llegó a mediados de año, siendo elegido presidente Robert Unzner, por otro lado la Asamblea de enero había sido objetada por Femebal, porque supuestamente no había sido convocada en forma reglamentaria. El reclamo de Femebal fue desestimado y la asamblea se llevó a cabo de todas maneras con la participación de once afiladas y sin la asistencia de la Metropolitana. Durante la misma se resolvió modificar el sistema de aranceles de afiliación, pasando a efectivizarse por el número de jugadores afiliados que tuviese cada entidad; Femebal se sentía claramente perjudicado, pues debería soportar los mayores aportes. La metropolitana al encontrarse aislada políticamente en la CAH, era posible que optara por desafiliarse de la Confederación, a esto se sumaba el enfrentamiento por la designación del cuerpo técnico de las selecciones nacionales, sostenido por la CAH y atacado por Femebal; este enfrentamiento había comenzado en 1992, cuando Horacio Reflojos presidía la entidad porteña y plantaba sin tapujos que, ante el poderío
deportivo, económico y cuantitativo de la Femebal sus opiniones e intereses debían ser tenidos muy en cuenta en cada resolución de la CAH.
Ante el pretendido avance hegemónico de Femebal, las provincias estrechan filas para contrarrestar esta embestida. Con este estado de cosas, estalla el gran endeudamiento que la CAH había contraído con motivo de la organización del Mundial Juniors, lo cual motiva la renuncia en pleno de la CD. Las federaciones provinciales, acaudilladas por Gustavo Cisternas (perteneciente a la A.ME.BAL.), junto con Luis Ausqui (Federación Rionegrina) y Gustavo Asensi (Federación Cordobesa), no están dispuestas a sumarse al esfuerzo económico que conlleva el pago de la deuda con la IHF. No les importa que al no cancelar la deuda, pueda sufrir la desafiliación de la IHF. Entienden además que nunca fueron consultados para la organización del mundial y por lo tanto no se siente responsables del desastre; prefieren volcar el poco dinero existente en competencias interprovinciales. Por su parte Femebal no quiere que se cierren las puertas internacionales, donde compiten sus equipos y sus jugadores, por lo que está dispuesta a afrontar el compromiso económico. De esta forma, encontrándose la CAH acéfala, ve la oportunidad para llegar al poder y, es ahora cuando quienes amenazan con desafiliarse, son las
provincias, medida que se lleva a cabo en 1996.
La UAB nuclea a la casi la totalidad de las entidades provinciales, en la CAH permanecen sólo FEMEBAL y la Asociación Santafesina, a la que luego se unirán la Asociación Sureña de Balonmano, la Federación del Atlántico (Mar del Plata) y la Asociación de Balonmano del Norte de la Provincia de Buenos Aires.
En un principio era casi imposible el acercamiento entre las partes, debido a que le acuerdo de la deuda era el tema principal para cualquier arreglo. Por otra parte la CAH 
funcionaba en las sede de Femebal, trabajando sus empleados en comisión y demostrando así quién ostentaba el poder. En estas condiciones los caminos al diálogo eran casi imposible de transitar.
Con la llegada de la televisación del torneo Federal, llega el primer puente de unión entre las afiliadas a la UAB y de la CAH, debido a que ambas instituciones autorizan la participación de sus equipos.
La reunificación llega de la mano del presidente de la Asociación Santafesina, quien propone una reunión de conciliación en Santo Tomé. La convocatoria es exitosa y se lleva a cabo en abril de 2001, se liman asperezas y el retorno es una posibilidad. Implica el reconocimiento de las responsabilidades económicas derivadas del mundial, pero ahora el acreedor es Femebal y, se cuenta con la predisposición para favorecer pagos graduales y flexibles.
El regreso lo encabezan las federación rionegrina y la cordobesa, el resto lo irá haciendo en los meses venideros. A fines de 2002 ya son catorce, posteriormente se sumaría el resto de la asociaciones, quedando así desierta la UAB. Mendoza sigue avanzando con Asociación y se hace fuerte en el interior del país, junto a la Asociación de Córdoba.
En el año 2006 se realiza una reunión en donde los departamentos del sur: San Rafaél, Malargüe, General Alvear y San Carlos solicitan a la CD de la Amebal el poder separarse de la misma debido a las grandes distancias geográficas que existen entre esos departamentos y el resto que nuclea Amebal. Esto da origen a la Asociación Sanrafaelina de Balonmano (A.San.Bal.) la cual trabaja arduamente y en concordancia con la Amebal.
En los últimos 2 años la Amebal, ha crecido en cantidad y calidad de jugadores. Tal es el resultado de los mismos que en el año 2017 pudo coronarse Campeona Argentina de Selección en la categoría Menores ambas ramas y Cadetes rama masculina, siendo la femenina de dicha categoría subcampeona. Y en el año 2018 participó de todos los Argentinos de Selecciones, disputando con los seleccionados de Femebal las finales, quedando subcampeones Argentinos.
Por otro lado cabe destacar que desde ya hace varios años la provincia participa de los Juegos Bi-Nacionales, donde Mendoza es campeona en los últimos 4 años, siendo parte
integrantes de los planteles de ambas ramas, jugadores de Amebal y Asanbal.
En lo que va de este año 2019 y parte del anterior, año 2018, se detallan 15 hechos:
1. Desarrollo de un presupuesto sustentable y factible, control y ejecución de los gastos a partir del mismo.
2. Negociar la reducción de las sanciones de los jugadores de las categorías Juniors de manera que la misma fuera reducida a 6 meses para ambos sexos (tarea dura que llevó mucho tiempo).
3. Organizar 2 nacionales: Año 2018 Torneo de Juveniles A y 1º fase Torneo de Adultos A ambas ramas; año 2019 Torneo de Menores A y Torneo de Juveniles A
4. Iniciar los Torneos locales en tiempo y forma de acuerdo a lo acordado en reuniones con los Delegados
5. Activar la Subcomisión de Prensa y Difusión, quien se hace cargo de la publicación de los artículos en nuestra página y quien también alimenta con información a los medios de comunicación.
6. Presentar y aprobar en Comisión de Delegados un Cronograma del Torneo con el correspondiente Fixture emitido de forma completa.
7. Tablas de posiciones actualizadas por fecha y publicadas en la página de Amebal. Lo que permite controlar a las instituciones su situación al momento de la clasificación a los PlayOff.
8. Seguir adecuando las instalaciones de Amebal para el trabajo en conjunto con las instituciones y crear ambientes de trabajo específicos en su mayoría con fines deportivos.
9. Se efectuó la compra de 80 equipos completos de primera línea para reemplazar vestimenta obsoleta o en mal estado, de esta forma todos los equipos de las selecciones mendocinas viajan con el uniforme correcto y en buen estado.
10. Se reglamentó y ordenó la forma de efectuar los pases interclubes y las habilitaciones anuales.
11. Se está trabajando en las modificaciones, ampliaciones y actualizaciones que serán sometidas a revisión por las instituciones, para luego realizar la aprobación y puesta en vigencia del Nuevo Estatuto de la Asociación, Reglamento y Régimen de penas.
12. Se comenzó el desarrollo de un Sistema Administrativo-Contable, donde se incluye el proceso de las habilitaciones y pases vía Web.
13. Se conformó por primera vez comisiones de trabajo para debatir el desarrollo de las categorías de formación. Así fue que se desarrolló en una subcomisión de inferiores un reglamento para su aplicación a partir del 2020 de la categoría Minis, Preinfantiles e Infantiles.
14. Se creó la Escuela de entrenadores de Cuyo aprobada por la E.N.E.H.A. su nombre distingue claramente la regionalización y esto queda perfectamente establecido al llamarse E.N.E.H.A. – Regional Cuyo involucrando no solo a entrenadores de Mendoza, sino del resto de las asociaciones que se encuentran dentro de la región Nuevo Cuyo.
15. Se efectuó la presentación formal en la Municipalidad de Maipú, del pedido de un predio a título de donación para uso de la A.Me.Bal., en el que se construirá una villa deportiva especializada en el Handball de Alto Rendimiento de la provincia administrada en su totalidad por nuestra Asociación. Este punto ya está acordado extraoficialmente, el predio estaría ubicado al final del Parque Metropolitano, en frente a los Clubes de Gutiérrez y Deportivo Maipú. El proyecto final es un predio cerrado que contará con 2 canchas indoor y 2 beach ambas techadas, un albergue con 30 plazas, comedor, cocina, baños y vestuarios (ambos sexos), salón multiusos, un gimnasio alto rendimiento, oficinas administrativas Amebal, etc.

Comisión Directiva a la fecha:

## Comisión directiva[6]
- Presidente: Alejandro Rossi
- Vicepresidente: Cristian Buttini
- Secretario: Raúl Chaves
- Prosecretario: Javier Martínez
- Tesorero: Carlos Delu
- Protesorero: Jorge Gracia
- Vocal Titular 1°: Hugo Manoni
- Vocal Titular 2°: Claudio Fiochetti
- Vocal Titular 3°: Paul Montiel
- Vocal suplente: Marcelo Pérez
- Vocal suplente 2: Nicolas Agüero
- Revisor de cuenta: Mauricio Juan
- Revisor de cuenta suplente: Marcelo Montes

## Clubes afiliados
- Municipalidad de San Martín
- Club Deportivo Godoy Cruz Antonio Tomba
- Club Mendoza de Regatas
- Escuela Técnica Industrial Emilio Civit-ETIEC
- Municipalidad de Maipú
- Municipalidad de Luján de Cuyo
- Municipalidad de Tupungato
- Club Social y Deportivo San Lorenzo de Russell
- Universidad Nacional de Cuyo
- Municipalidad de Tunuyán
- Municipalidad de Junin
- Polideportivo N°4 Julián Filippini-Godoy Cruz
- Municipalidad de Rivadavia
- Municipalidad de Guaymallén
- Club Atlético Gimnasia y Esgrima (Mendoza)

## Competencias[7]y los equipos que la conforman

### Liga de Honor
Tupungato
Maipú
U.N.C.
Club Mendoza de Regatas
Etiec
Godoy Cruz
Tunuyan
Rusell

### Mayor Masculino
Maipú
Polideportivo Julian Filippini
Club Gimnasia y Esgrima
Godoy Cruz
Club Mendoza de Regatas
Etiec

### Junior Masculino
Maipú
Club Mendoza de Regatas
Lujan

### Juvenil Masculino
Etiec
Maipú
Club Mendoza de Regatas
U.N.C.
Tunuyan
Godoy Cruz
Rusell

### Cadete Masculino
U.N.C.
Club Mendoza de Regatas
Maipú
Tunuyan
Godoy Cruz
Etiec
Tupungato
Junin
Lujan
San Martin

### Menor Masculino
Maipú
U.N.C.
Junin
Tupungato
Tunuyan
Club Mendoza de Regatas
Etiec
Rusell
San Martin
Godoy Cruz
Lujan

### Mayor damas
U.N.C.
Club Mendoza de Regatas
Godoy Cruz
Tupungato
Gimnasio 1
Maipú
U.N.C. B
Etiec
Rusell

### Juvenil Damas
Maipú
U.N.C.
Club Mendoza de Regatas
Godoy Cruz
Tunuyan
Etiec

### Cadete Damas
Maipú
Club Mendoza de Regatas
Tupungato
Godoy Cruz
U.N.C.
Etiec
Junin
Tunuyan
Rusell

### Menor Damas
Godoy Cruz
Maipú
Club Mendoza de Regatas
Etiec
U.N.C.
Tupungato
Junín
San Martín
Rusell
Luján

### Infantil Damas
Maipú
Club Mendoza de Regatas
Tupungato
Godoy Cruz
Etiec
Rusell
San Martín
U.N.C.

## Contacto y enlaces externos
AMEBAL Contactos
Resoluciones del tribunal de penas de AMEBAL
Listados de documentos informativos PDF de AMEBAL
Prensa/AMEBAL
Actividades FB: Handball Mendoza
Actividades TW: Handball Mendoza